# Elezioni presidenziali in Austria del 1980
Le elezioni presidenziali in Austria del 1980 si tennero il 18 maggio. Fu rieletto Presidente Rudolf Kirchschläger, sostenuto dal Partito Socialista d'Austria e dal Partito Popolare Austriaco.

## Risultati
| Rudolf Kirchschläger | Partito Socialista d'Austria    | 3 538 748 | 79,87 |  |  |  |  |  |
| Willfried Gredler    | Partito della Libertà Austriaco | 751 400   | 16,96 |  |  |  |  |  |
| Willfried Gredler    | Partito Nazional-Democratico    | 140 741   | 3,18  |  |  |  |  |  |
| Totale               | Totale                          | 4 430 889 | 100   |  |  |  |  |  |
|                      |                                 |           |       |  |  |  |  |  |
| Voti non validi      | Voti non validi                 | 348 165   | 7,29  |  |  |  |  |  |
| Votanti              | Votanti                         | 4 779 054 |       |  |  |  |  |  |